# Marlene Dumas
Marlene Dumas (ur. 3 września 1953 w Kapsztadzie) – malarka z RPA, obecnie tworząca w Amsterdamie.

## Życiorys
Marlen Dumas urodziła się w 1953 roku w Kapsztadzie w RPA. Studiowała sztukę na Uniwersytecie w Kapsztadzie w latach 1972 –1975, a następnie w Ateliers '63 w Haarlemie, które obecnie znajduje się w Amsterdamie. Również studiowała psychologię na Uniwersytecie w Amsterdamie w 1979 i 1980 roku.
W 2011 otrzymała Nagrodę Schocka w dziedzinie sztuk wizulanych.  
Dumas często posługuje się w swojej twórczości polaroidowymi zdjęciami. Na wielu swoich obrazach przedstawia rodzinę, przyjaciół, modelki i postacie polityczne.  
Mieszka i pracuje w Holandii. 

## Wybrane dzieła
- Young Boys (1993)
- The Cover Up (1994)
- Snow Flake (1996)
- Suspect (2000)
- Feather Stola (2000)
- After Stone (2003)